# The Story of the Indian Ledge
The Story of the Indian Ledge (o The Story of Indian Ledge) è un cortometraggio muto del 1911 diretto da Ashley Miller.

## Produzione
Il film fu prodotto dalla Edison Manufacturing Company e venne girato nel New Jersey.

## Distribuzione
Distribuito dalla General Film Company, il film - un cortometraggio in una bobina - uscì nelle sale cinematografiche statunitensi il 18 novembre 1911.